# Túnel Recto
El túnel recto es un túnel ferroviario ubicado en la comuna de Los Vilos, construido durante el Centenario, que formaba parte de un ramal de la antigua Red Longitudinal Norte y conectaba diversos pueblos y caseríos agrícolas del interior de la provincia del Choapa, con la ciudad de Illapel, y el puerto de Los Vilos en la costa.

## Historia
Luego de la Guerra del Pacífico, existió la necesidad de tomar instantánea posesión de los amplios territorios del Norte. Esta anexión implicaba no sólo la ocupación militar y burocrática de esas regiones, sino además su explotación comercial, en especial minera y agrícola y su acercamiento con el centro del territorio. 
Es por esto que, el entonces Presidente José Manuel Balmaceda, ordenó licitar el tramo que iría desde Los Vilos hasta el interior de Illapel. Esta ruta cruzaría la complicada geografía del valle del Choapa y su término tardó mucho más de lo que se esperaba, ya que la empresa que acogió el proyecto en un inicio la dejaría inconclusa por lo que Dirección General de Obras Públicas se encargó de su finalización.
Para fines del siglo XX, sólo quedaban un conjunto de líneas aisladas, la mayoría en manos de privados y unas pocas de carácter público, sin embargo este ferrocarril significó grandes ventajas y facilidades comerciales, comunicacionales, industriales y administrativas para Chile.
Quedó en desuso en el siglo XX, sus rieles fueron retirados y la vía fue reconvertida en los caminos básicos intermedios D-37-E y E-37-D.
En 2012 se acogió como monumento histórico apelado por los vecinos de Tilama y Quelón cuatro años antes. En 2018 el Consejo Regional (CORE) aceptó la solicitud del intendente de la región de Coquimbo, Claudio Ibáñez para la "Restauración estructural de la Ruta D-37 de puentes y túneles Tilama y Quelón".

## Arquitectura
El túnel consiste de una simple obra de cantería, aprovechando la geografía montañosa, su exterior consiste fábricas de ladrillo en ambos extremos. En 2019, la vía que le atraviesa fue pavimentada.

## Conectividad
El túnel pertenece a una red de túneles y puentes de una sola vía que atraviesan el valle del Choapa, compuesta de cinco túneles (Las Astas, Curvo, Recto, Las Palmas y La Grupa) y tres puentes de piedra (Chico, Quelón, de la Laja) y dos metálicos (El Ojo, ex Don Gonzalo, y Tilama), el trayecto supone un desafío para los conductores, en parte porque el único túnel de los anteriores que tiene semáforo es el de La Grupa.